# Équipe de Guinée-Bissau féminine de football
Cet article traite de l'équipe féminine. Pour l'équipe masculine, voir Équipe de Guinée-Bissau de football.
Maillots
L'équipe de Guinée-Bissau féminine de football est une sélection des meilleures joueuses bissau-guinéennes sous l'égide de la Fédération de Guinée-Bissau de football.
Le premier match officiel est une rencontre face à la Guinée le 28 octobre 2006 à Bissau pour le compte des qualifications pour les Jeux olympiques d'été. Les Bissau-Guinéennes obtiennent un match nul sur le score d'un but partout.